# Carex retroflexa
Carex retroflexa är en halvgräsart som beskrevs av Henry Ernest Muhlenberg och Carl Ludwig von Willdenow. Carex retroflexa ingår i släktet starrar, och familjen halvgräs. Inga underarter finns listade i Catalogue of Life.